# Brownea neglecta
Brownea neglecta là một loài thực vật có hoa trong họ Đậu. Loài này được (Taub.) Pittier miêu tả khoa học đầu tiên năm 1916.

## Hình ảnh

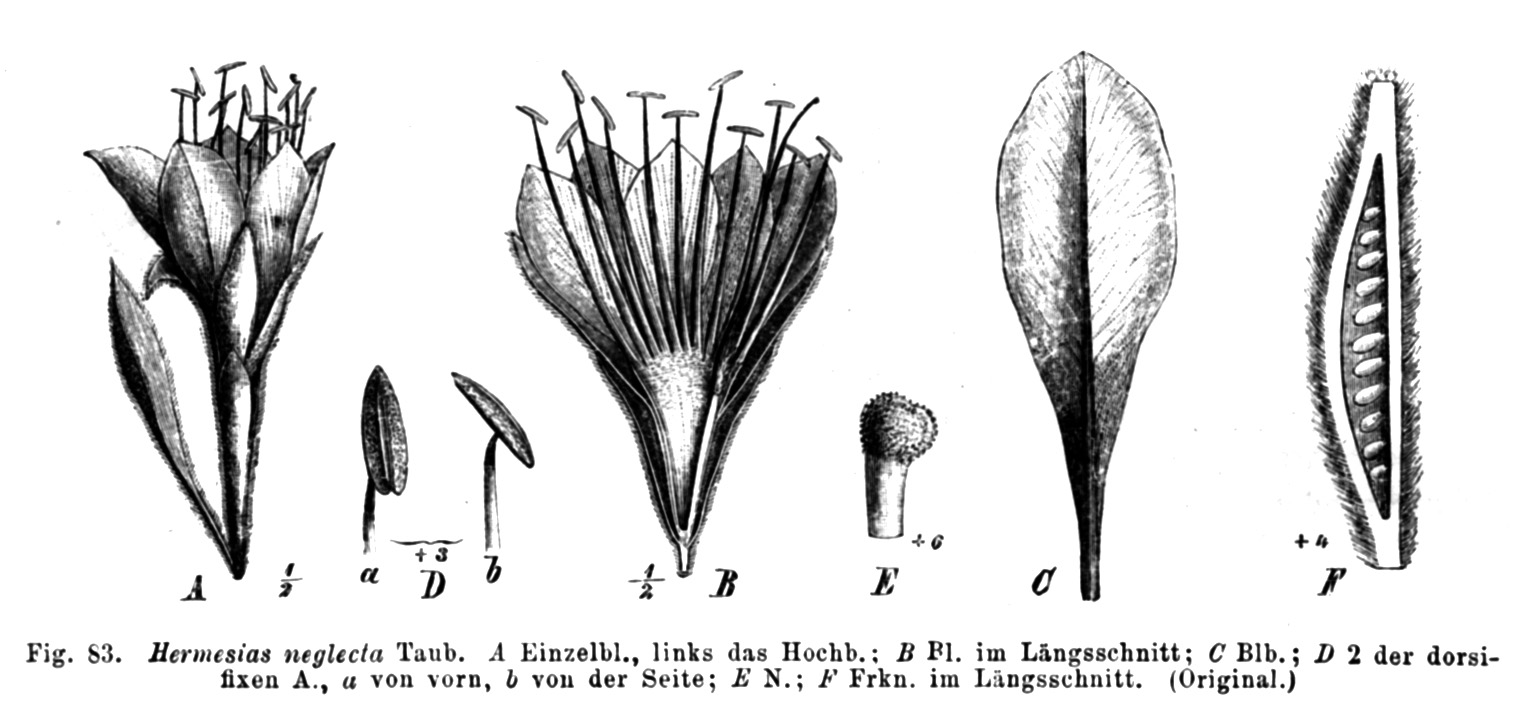